# Regno di Cambogia (1953-1970)
Il Regno di Cambogia fu l'entità politica, corrispondente all'attuale Cambogia, costituitasi nel 1953 al termine del protettorato francese (Indocina francese) e dissoltasi nel 1970 con la proclamazione della Repubblica Khmer.

## Storia

### Regno di Norodom Sihanouk (1952-55)
Norodom Sihanouk fu una delle figure più controverse della turbolenta e tormentata storia del sud-est asiatico successiva alla Seconda guerra mondiale. I suoi ammiratori lo annoverano come uno dei grandi padri della patria cambogiana, e lo celebrano per la sua ferma politica di neutralità nei confronti dei conflitti che infiammavano gli Stati confinanti, tenendo così la Cambogia al di fuori della sanguinosa guerra del Vietnam per oltre quindici anni, fino al tradimento del suo alleato politico e più stretto collaboratore Lon Nol. Altri lo considerano come il principale responsabile della miseria della sua stessa patria e la sua cosiddetta neutralità viene altresì letta come un semplice e brutale doppiogiochismo atto a scegliere sempre la parte del più forte, portando così la Cambogia alla soglia della guerra civile.

### La Conferenza di Ginevra
Sebbene la Cambogia avesse ottenuto l'indipendenza alla fine del 1953 la sua situazione interna era del tutto confusa. La fazione anticomunista dei Khmer Issarak si era alleata alle forze governative ma le attività anti-francesi dei Viet Minh si erano rapidamente intensificate con l'assottigliarsi della presenza armata coloniale in Indocina.
Nell'aprile del 1954 alcuni battaglioni di Viet Minh attraversarono il confine cambogiano scontrandosi con le forze governative che non furono in grado di ricacciarli indietro. La mossa dei Viet Minh era quella di rafforzare la propria posizione al tavolo della prossima Conferenza di Ginevra che era in programma per fine aprile dello stesso anno.
Alla conferenza parteciparono i rappresentanti di Cambogia, dello Stato del Vietnam (predecessore del Vietnam del Sud), del Laos, della Cina, dell'Unione Sovietica, della Gran Bretagna, della Francia e degli Stati Uniti.
L'obiettivo principale della Conferenza era ristabilire la pace in Indocina, le trattative iniziarono il 21 luglio 1954 e si raggiunse un accordo di massima per un cessate il fuoco esteso su tutto il territorio della regione. Per quanto riguardava la Cambogia gli accordi stabilirono il ritiro delle forze dei Viet Minh entro trenta giorni oltre il confine cambogiano. Un accordo separato tra rappresentanti governativi cambogiani, francesi e membri dei Viet Minh prevedeva il ritiro di tutte le forze in lotta dal suolo cambogiano entro il mese di ottobre.
In cambio del loro ritiro dalla Cambogia i rappresentanti dei Viet Minh chiesero la neutralità cambogiana e del Laos con lo scopo di prevenire l'istituzione di basi militari americane d'appoggio; tuttavia proprio al termine delle trattative, il rappresentante cambogiano Sam Sary si oppose a questa richiesta, affermando che se la Cambogia doveva considerarsi un paese autonomo e sovrano essa aveva il diritto di dare e ricevere assistenza militare a qualsiasi nazione volesse (in realtà in precedenza la Cambogia aveva chiesto espressamente a Washington aiuti militari per il proprio rafforzamento).
Le parti accettarono questa opposizione nonostante il fermo rifiuto del Vietnam del Nord, tuttavia la Cambogia accettò di non unirsi in alcuna alleanza che non rispettasse la Carta delle Nazioni Unite e di non ammettere nel proprio territorio la presenza di nessun esercito straniero fintanto che la sua sovranità non venisse minacciata.
Ulteriori accordi della Conferenza stabilirono l'istituzione di una International Control Commission (ICC), ovvero una commissione di controllo internazionale che vigilasse sul rispetto degli accordi in tutte le nazioni appartenenti all'Indocina. La Commissione di controllo era composta da membri di Polonia, Canada ed India.

### Conseguenze interne
Gli accordi di Ginevra stabilirono delle libere elezioni in Cambogia entro il 1955 sotto il diretto controllo dell'ICC. Sihanouk fu più determinato che mai a sconfiggere i Democratici, e il 2 marzo 1955 abdicò in favore di suo padre Norodom Suramarit motivando questa scelta come una mossa politica necessaria a dargli maggiore legittimità come partecipante attivo alla vita politica del paese.
Per sfidare apertamente il partito Democratico, il principe Sihanouk organizzò il proprio partito politico, lo Sangkum Reastr Niyum (Comunità Socialista Popolare) più noto semplicemente come Sangkum, il quale, a dispetto del suo nome, era composto da elementi di destra pieni di sentimenti anticomunisti. La nascita del partito del principe gli consentì di porre sotto la sua guida gran parte dei movimenti di destra fino ad allora deboli e disorganizzati, e allo scadere delle elezioni di settembre lo Sangkum sconfisse a sorpresa e ampiamente la corrente democratica, ottenendo l'83% dei consensi e la totalità dei seggi all'Assemblea Nazionale.
L'esito delle elezioni del 1955 fu il mero frutto di brogli e intimidazioni, i votanti vennero costretti a votare a favore del partito del principe sotto il controllo dei suoi spalleggiatori tra le forze dell'ordine e i rappresentanti politici e amministrativi. 
I punti cardine della sua propaganda erano il sostegno al nazionalismo Khmer, la lealtà al regime monarchico, la lotta all'ingiustizia e alla corruzione e la difesa della religione buddhista. In realtà il regime protesse una particolare forma di buddhismo funzionale alla sua politica conservatrice, si trattava del Buddhismo Theravada, secondo il quale le ineguaglianze sociali e materiali erano giustificate dall'opera del karma. In base a questa visione alle classi meno abbienti ed oppresse non restava che condurre una esistenza quieta e retta con la speranza di una vita migliore nell'esistenza successiva.
Nell'agosto del 1957 i rappresentanti del partito Democratico vennero convocati da Sihanouk al Palazzo Reale per un confronto aperto che si rivelò invece un processo a porte aperte alla fine del quale i convitati vennero picchiati con i calci di fucile dalla polizia e dall'esercito.
Agli inizi degli anni sessanta il regime di Sihanouk aveva indebolito a tal punto l'opposizione politica da indurre il partito Democratico a chiedere il privilegio di unirsi al Sangkum. A dispetto della sua posizione conservatrice, in difesa delle élite rurali, il Sangkum iniziò a incorporare diversi elementi provenienti dalla sinistra. Fra questi ultimi si possono annoverare alcuni futuri leader dei Khmer rossi come Hu Nim e Hou Yuon.

### Neutralità nella politica estera
La neutralità della politica estera del regime di Sihanouk non può essere compresa se non viene letta alla luce della storia di soggiogamento allo straniero che ha segnato la Cambogia e della paura di annientamento di fronte all'escalation tra Vietnam del Nord e Vietnam del Sud.
Subito dopo la Conferenza di Ginevra, Sihanouk mostrò un certo interesse nell'inserire la Cambogia all'interno della rete della SEATO, una alleanza militare delle nazioni indocinesi sorta per fronteggiare il dilagare del comunismo nel sud-est asiatico. Ma successivi incontri con nel tardo 1954 con il primo ministro indiano Jawaharlal Nehru e con il premier di Birmania U Nu lo resero più ricettivo nei confronti del non-allineamento. Oltre a ciò Sihanouk non vedeva di buon occhio la presenza nell'alleanza filo-statunitense di un nemico storico della Cambogia: la Thailandia.
Alla Conferenza di Bandung del 1955 Sihanouk tenne degli incontri privati con il Presidente cinese Zhou Enlai e con il ministro degli esteri nord-vietnamita Phạm Văn Đồng. Entrambi assicurarono che i loro rispettivi paesi avrebbero rispettato l'integrità e la sovranità della Cambogia. La sua esperienza diretta con la Francia, prima come alleato e poi come leader autoproclamatosi per la crociata reale per l'indipendenza indussero il dittatore cambogiano a convincersi che gli Stati Uniti, così come la Francia, sarebbero stati costretti ad abbandonare il Sud-Est asiatico. Ciò avrebbe comportato la prosecuzione della espansione vietnamita e tailandese a spese della Cambogia. L'alleanza con il Vietnam del Nord e con la Cina furono allora volte a controbilanciare questa tendenza.
Ma la Cina non fu l'unica grande potenza di cui Sihanouk cercò l'alleanza, egli andò oltre il continente asiatico e nel 1955 si rivolse agli Stati Uniti come possibile alleato, negoziando degli aiuti militari che assicurassero fondi ed equipaggiamenti per la Royal Khmer Armed Forces. Fu così che venne istituita a Phnom Penh una unità di supporto americana per supervisionare la consegna e l'uso degli aiuti militari giunti dagli Stati Uniti. Dall'inizio degli anni sessanta circa il 30% del budget per la difesa cambogiano proveniva dal suo alleato occidentale.
Una delle conseguenze di questo nuovo corso fu la crescente influenza degli Stati Uniti sulle forze militari cambogiane. La dipendenza per equipaggiamento ed addestramento dall'esercito statunitense creò un forte legame ideologico all'interno della classe militare cambogiana che assunse così un forte sentimento anti-comunista.
La creazione di questo cordone ombelicale tra esercito nazionale e Stati Uniti preoccupò fortemente il dittatore Sihanouk, il quale iniziò a sospettare che gli Stati Uniti intendessero sostituirlo con un leader politico più orientato a sentimenti anti-comunisti. Le sue preoccupazioni si concretizzarono quando nel 1959 venne scoperto un tentativo di colpo di Stato per rovesciare il dittatore. Nel complotto erano coinvolti diversi capi Khmer, fra i quali Sam Sary, leader delle truppe paramilitari Khmer Serei di estrema destra, di stanza nel Vietnam del Sud, e Dap Chhuon, governatore militare della provincia di Siem Reap. Nel novembre del 1963 il principe Sihanouk accusò gli Stati Uniti di sovvenzionare le attività sovversive dei Khmer Serei in Thailandia e in Vietnam del Sud, annunciando l'interruzione immediata del programma di aiuti militari da parte americana.

### Emergere della Sinistra Cambogiana
La storia della nascita del Comunismo in Cambogia può essere diviso in sei fasi distinte:
- la nascita del Partito Comunista Indocinese (ICP) prima dello scoppio della Seconda Guerra Mondiale, i cui membri erano in prevalenza cambogiani.
- la guerra decennale per l'indipendenza dalla Francia, che vide la nascita di un Partito Rivoluzionario del Popolo (KPRP) sotto l'egida del Vietnam.
- la conquista del controllo del partito da parte di Pol Pot e di altri futuri leader dei Khmer rossi.
- la lotta rivoluzionaria nel periodo 1967-68 per il rovesciamento del governo autoritario di Lon Nol
- l'ascesa del regime della Kampuchea Democratica nel 1975 fino al gennaio del 1979
- la fase successiva al Terzo Congresso del KPRP (Partito del popolo cambogiano) nel gennaio del 1979 dopo la quale il regime vietnamita di Hanoi assunse il controllo sul governo cambogiano e sul suo partito comunista.

Gran parte della storia di questo movimento è avvolto nel mistero, soprattutto a causa delle numerose purghe che eliminarono gran parte dei diretti protagonisti delle sue vicende. Tuttavia emerge chiaramente che il motivo predominante nella storia dello sviluppo del Partito Comunista cambogiano fu il suo antagonismo con il Vietnam. Per un intero trentennio, dalla fine della Seconda guerra mondiale, l'appello all'ideologia comunista venne sempre temperato dal timore che essa potesse essere utilizzata dai Vietnamiti come strumento per penetrare e dominare il partito dei Khmer Rossi. Il parallelismo tra la dinastia Nguyễn, che aveva usato il Confucianesimo nel XIX secolo come movente ideologico per insediare il proprio dominio, con i Vietnamiti fu sempre molto forte fra la popolazione cambogiana e i suoi leader politici. Fu per questi motivi che quando sorse un movimento comunista cambogiano esso promosse come punti di forza delle sue rivendicazioni l'ideologia rivoluzionaria accompagnata da un forte sentimento anti-vietnamita. L'intera letteratura rivoluzionaria cambogiana degli anni settanta è intrisa di termini dispregiativi riferiti ai Vietnamiti, indicati come yuon, ovvero barbari.
L'odio nei confronti dei Vietnamiti da parte dei comunisti cambogiani poteva essere fatto risalire sin dalla nascita del Partito Comunista Vietnamita nel 1930 da parte di Ho Chi Minh. Egli cambiò quasi subito il nome del partito in Partito Comunista Indocinese, proprio con lo scopo di simboleggiare che esso comprendeva ideologicamente anche il Laos e la Cambogia. Tuttavia l'ICP rimase dominio incontrastato dei vietnamiti e nonostante un grande numero di cambogiani si schierasse nei suoi ranghi essi non ebbero mai una effettiva influenza sulla sua conduzione. 
Durante la lotta per l'indipendenza contro la Francia i vietnamiti fecero ampio uso di basi cambogiane e incoraggiarono il sorgere di bande armate filo-comuniste in Cambogia. Il 17 aprile 1950, si tenne il primo Congresso dei movimenti armati filo-comunisti in Cambogia sotto la direzione del leader Son Ngoc Minh (forse fratello del leader nazionalista Son Ngoc Thanh), ed un terzo della sua dirigenza era composto da membri del Partito Comunista Indocinese. Secondo le ricerche dello storico David P. Chandler, nel 1952 il movimento armato filo-comunista cambogiano, aiutato dall'ICP, occupava circa un sesto del territorio della Cambogia, e alla vigilia del Trattato di Ginevra, ne controllava quasi la metà.
Nel 1951 l'ICP si divise in tre movimenti:
- Il Partito Vietnamita dei Lavoratori (Đảng lao động Việt Nam)
- il Lao Itsala, la fazione comunista del Laos
- il KPRP

La maggior parte dei dirigenti del KPRP era tuttavia ancora di origine vietnamita, in particolar modo dell'etnia dei Khmer Krom, ovvero la minoranza etnica vietnamita in Cambogia. Per questo motivo l'appello nazionalistico del movimento fu sempre molto debole in questa fase. Secondo l'interpretazione dei comunisti cambogiani, il fallimento da parte di Ho Chi Minh di far avere un ruolo politico del KPRP alla Conferenza di Ginevra fu opera di un vero e proprio tradimento da parte dei vietnamiti.